# Norandel
Norandel es un personaje del libro de caballerías español Amadís de Gaula y varias de sus continuaciones. Es hijo extramatrimonial de Lisuarte de Gran Bretaña y de la infanta Celinda, hija del rey Hegido.

## Norandel en elAmadís de Gaula
Norandel aparece por primera vez en el tercer libro de Amadís de Gaula, donde se relata que es hijo extramatrimonial de Lisuarte con la princesa Celinda, hija del rey Hegido, nacido antes del matrimonio de Lisuarte con Brisena de Dinamarca. Su padre lo arma caballero sin conocer su identidad. Galaor, hermano de Amadís de Gaula, le pide que sea su compañero de aventuras durante un año. Lucha a favor de su padre contra el ejército de Galvanes y contra el rey Arábigo y los seis reyes sus aliados. Junto con Galaor es engañado por Arcaláus el encantador.
En el cuarto libro de Amadís de Gaula, Norandel acude a Gran Bretaña y combate en el ejército de su padre contra el de Amadís y después contra el del rey Arábigo.

## Norandel enLas sergas de Esplandiány otros libros del ciclo amadisiano
En el quinto libro del ciclo amadisiano, Las sergas de Esplandián de Garci Rodríguez de Montalvo (1510), Norandel sale en busca de aventuras, participa en la lucha de Esplandián contra los infieles y llega a ser proclamado como rey de Ctesifonte. Se enamora de Menoresa, reina de la ínsula Gadabasta y dama de honor de Leonorina, infanta de Constantinopla y heredera del trono imperial griego. En la guerra contra los infieles, combate con la amazona Calafia, reina de la ínsula California. Casa con la reina Menoresa y es hecho rey de la Montaña Defendida.
En el sexto libro amadisiano, el Florisando de Ruy Páez de Ribera (1510), Norandel aparece nuevamente y participa en los principales acontecimientos ocurridos en Gran Bretaña.
En el sétimo libro amadisiano, el Lisuarte de Grecia de Feliciano de Silva (1514), Norandel tiene con Menoresa un hijo llamado Clinio.
En el octavo libro amadisiano, el Lisuarte de Grecia de Juan Díaz (1526), Norandel participa en la acción al lado de Esplandián, con quien llega a Constantinopla al principio de la obra.
En el noveno libro amadisiano, el Amadís de Grecia de Feliciano de Silva (1530), Norandel aparece como uno de los aliados del emperador Esplandián y su hijo Clinio se casa con la reina de Circia.
En La tercera parte de Amadís de Grecia, obra italiana de Mambrino Roseo (1564), el rey Norandel envía a su hijo Clinio un contingente de cuatro mil caballeros para la lucha contra los reinos rebeldes.